# Vågå
Vågå – norweskie miasto i gmina leżąca w regionie Innlandet.
Vågå jest 65. norweską gminą pod względem powierzchni.
Do roku 1918 miasto nazywało się Vaage, a w okresie 1918-1920 Vaagaa. Obecna nazwa obowiązuje od 1921 roku.

## Demografia
Według danych z roku 2005 gminę zamieszkuje 3773 osób, gęstość zaludnienia wynosi 2,8 os./km². 
Pod względem zaludnienia Vågå zajmuje 239. miejsce wśród norweskich gmin.
| ludność stan na 1 stycznia 2005 |         |           |       |
|                                 | kobiety | mężczyźni | razem |
| osób                            | 1897    | 1876      | 3773  |
| %                               | 50,28%  | 49,72%    | 100%  |

| wykształcenie stan na 1 października 2004 |        |         |        |        |
|                                           | podst. | średnie | wyższe | niezn. |
| osób                                      | 778    | 1875    | 389    | 45     |
| %                                         | 25,2%  | 60,74%  | 12,6%  | 1,46%  |

## Edukacja
Według danych z 1 października 2004:
- liczba szkół podstawowych (norw. grunnskolar): 6
- liczba uczniów szkół podst.: 457

## Władze gminy
Według danych na rok 2011 administratorem gminy (norw. rådmann) jest Tor Arne Gangsø, natomiast burmistrzem (norw. ordfører, d. borgermester) jest Rune Øygard.